# Гессен Борис Михайлович
Бори́с Миха́йлович Ге́ссен (*16 (28) серпня 1893, Єлисаветград, Херсонська губернія, Російська імперія, тепер Кропивницький, Україна — 20 грудня 1936, Москва, внутрішня тюрма НКВС (?)) — радянський фізик, філософ та історик науки, член ВКП(б) від 1919 року, член-кореспондент АН СРСР (1933). Його блискуча доповідь «Социально-экономические корни механики Ньютона» на Другому Міжнародному конгресі з історії науки та техніки в Лондоні (1931) послужила важливим стимулом у розвитку екстерналістського підходу до написання історії науки.

## Біографія та кар'єра
Борис Михайлович Гессен народився і виріс у єврейській родині.
До революції закінчив гімназію в Єлисаветграді (там познайомився з І. Є. Таммом). Вивчав фізику і природничі науки в Единбурзькому (1913—14) та Петроградському (1914—17) університетах. Одночасно з навчанням на фізико-математичному факультеті в Петроградському університеті, навчався на економічному відділенні Санкт-Петербурзького Політехнічного інституту.
У роки Громадянської війни воював у частинах Червоної Армії в Україні і працював у Політуправлінні Реввоєнради (1919—21) та Комуністичному університеті ім. Свердлова (1921—24).
По закінченні Громадянської війни продовжив заняття фізикою в Інституті червоної професури (ІЧП), який закінчив у 1928 році.
Після випуску з ІЧП спершу працював там же.
Починаючи від 1931 року — професор фізики МДУ, директор НДІФ МДУ. А від часу створення фізичного факультету Московського університету і до грудня 1934 року — його декан.
Від 1935 року суміщав посади директора НДІФ МДУ і заступника директора Фізичного інституту АН СРСР. Також член редколегій часопису «Успехи физических наук» і Великої радянської енциклопедії. 1 лютого 1933 року Б. М. Гессена обрано член-кореспондентом Академії наук СРСР за відділенням суспільних наук (філософія). Посмертно його було виключено з АН Загальними зборами від 29 квітня 1938 року, й відновлено Загальними зборами 5 березня 1957 року.
22 серпня 1936 року Бориса Гессена заарештовано за звинуваченням в участі у діяльності контрреволюційної терористичної організації та підготовці терористичних актів.
20 грудня 1936 року Бориса Михайловича Гессена присудили до розстрілу. Вирок був приведений до виконання того ж самого дня. За тією ж карною справою було засуджено й розстріляно арештоваого на два місяця раніше за Гессена шкільного вчителя А. О. Апірина. Визначенням Військової колегії Верховного суду СРСР (органу, що засуджував до страти) від 21 квітня 1956 року Гессена та Апірина реабілітовано.

## Доробок
Головні наукові праці Б. М. Гессена:
- Гессен Б. М. Основные идеи теории относительности. М.-Л. 1928. 176 с.
- Гессен Б. М. К вопросу о проблеме причинности в квантовой механике. В кн. Гааз А. Волны материи и квантовая механика. М.-Л. 1930, с. V–XXXII.
- Гессен Б. М. Социально-экономические корни механики Ньютона. М.-Л. 1933. 77 с.

## Виноски
1. ↑  у деяких джерелах наводиться неправильна дата смерті (9 серпня 1938 року). Точну дату розстрілу встановлено активістами організації «Меморіал» на підставі архівних документів.